# Troed
Troed (Bulgaars: Труд) is een dorp in Bulgarije. Het dorp is gelegen in de gemeente Maritsa, oblast Plovdiv. Het dorp ligt hemelsbreed ongeveer 10 km ten noorden van Plovdiv en 126 km ten zuidoosten van de hoofdstad Sofia.

## Bevolking
Op 31 december 2019 telde het dorp 3.961 inwoners. Het inwonertal is sinds 1992 vrij stabiel gebleven en schommelt tussen de 3.950 à 4.050 personen. 
|  |

De grootste bevolkingsgroep in het dorp vormen de etnische Bulgaren.
| Etnische samenstelling van de respondenten (2011) | Etnische samenstelling van de respondenten (2011) | Etnische samenstelling van de respondenten (2011) | Etnische samenstelling van de respondenten (2011) | Etnische samenstelling van de respondenten (2011) |
| ------------------------------------------------- | ------------------------------------------------- | ------------------------------------------------- | ------------------------------------------------- | ------------------------------------------------- |
|                                                   |                                                   |                                                   |                                                   |                                                   |
| Bulgaren                                          | Bulgaren                                          |                                                   | 96,2%                                             | 96,2%                                             |
| Turken                                            | Turken                                            |                                                   | 0,4%                                              | 0,4%                                              |
| Roma                                              | Roma                                              |                                                   | 2,9%                                              | 2,9%                                              |
| Anders/Onbekend                                   | Anders/Onbekend                                   |                                                   | 0,5%                                              | 0,5%                                              |

## Afbeeldingen

Afbeeldingen van het dorp Troed
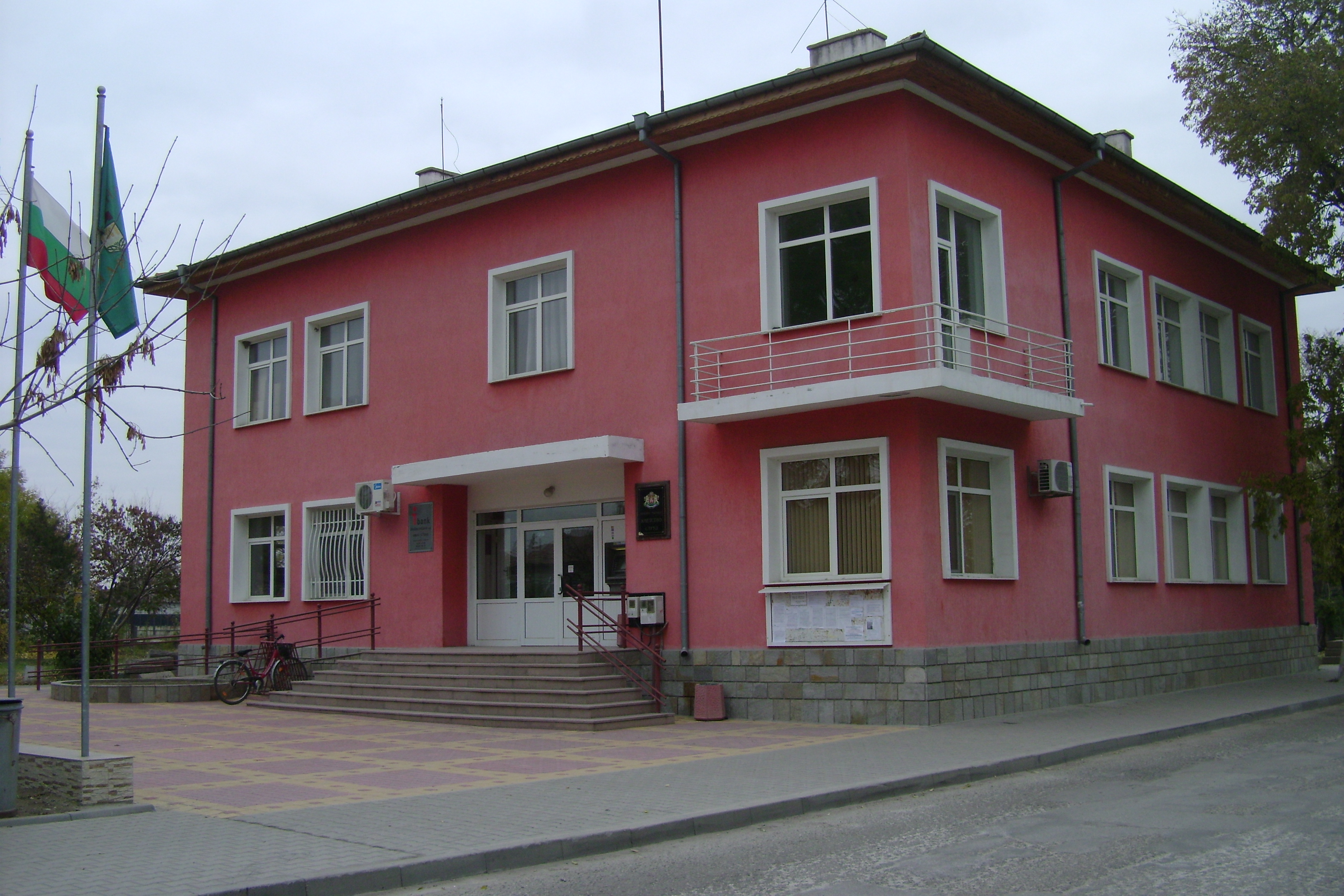
Het burgemeestershuis
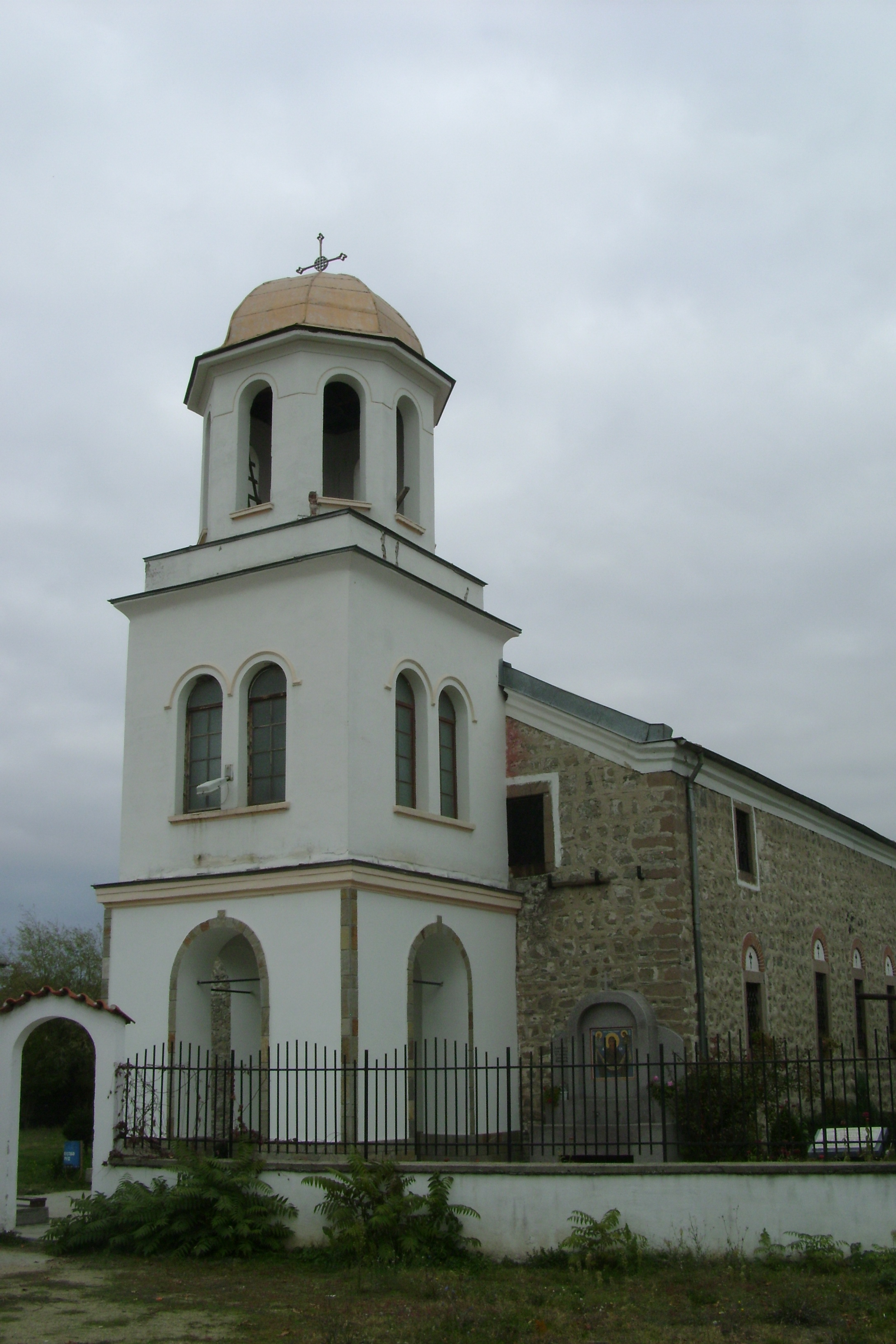
De Heilige Drie-eenheidkerk
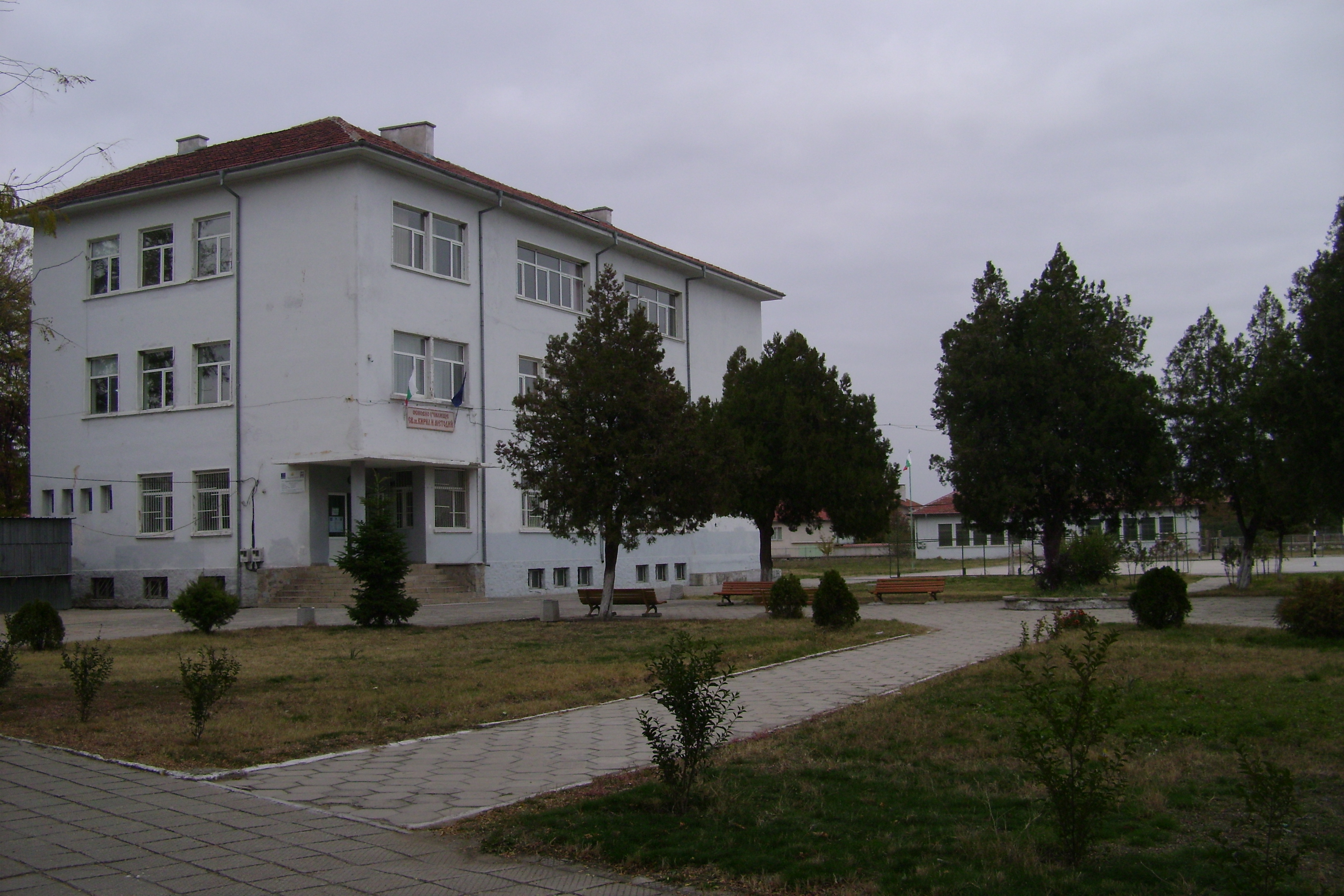
De school
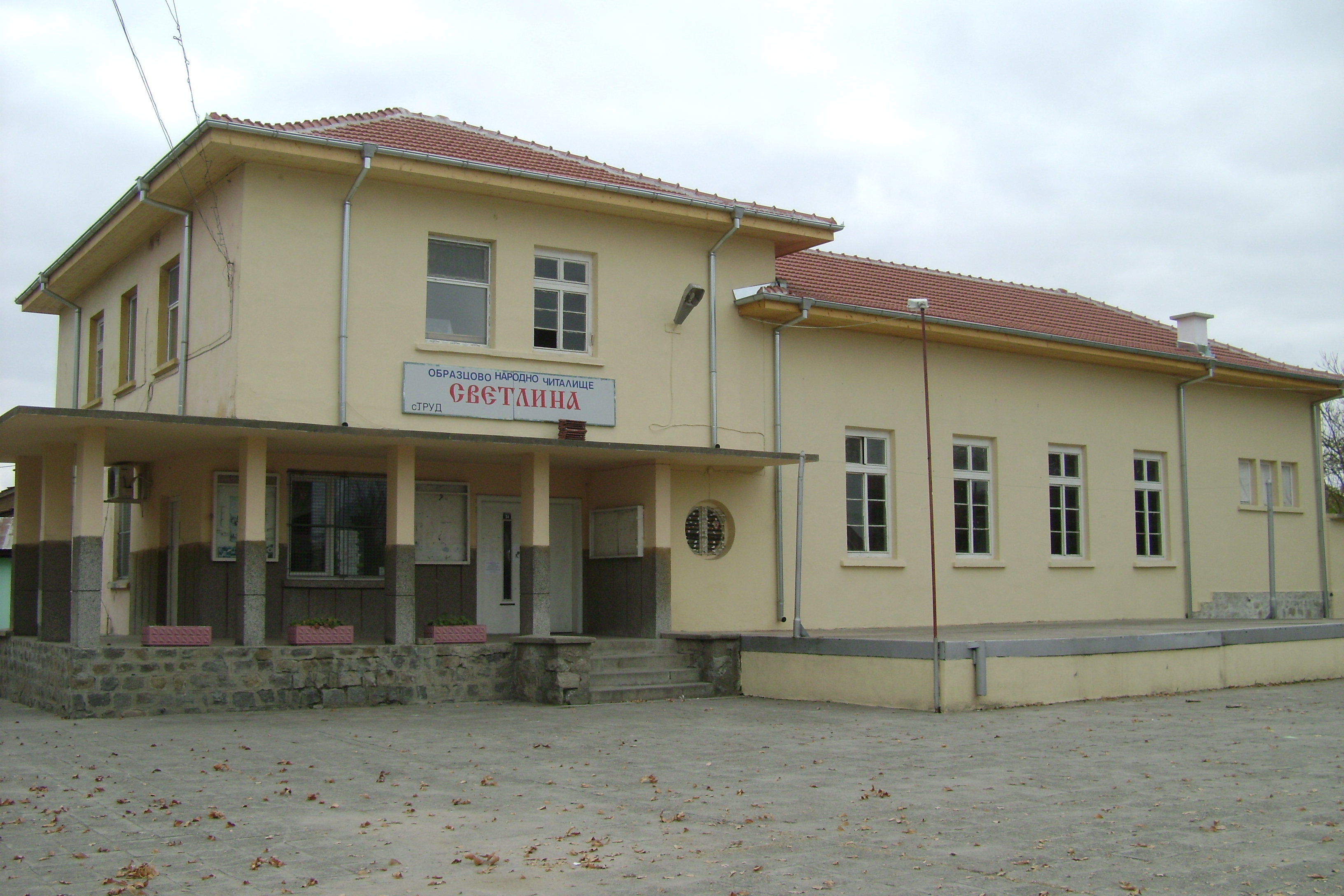
Het gemeenschapscentrum
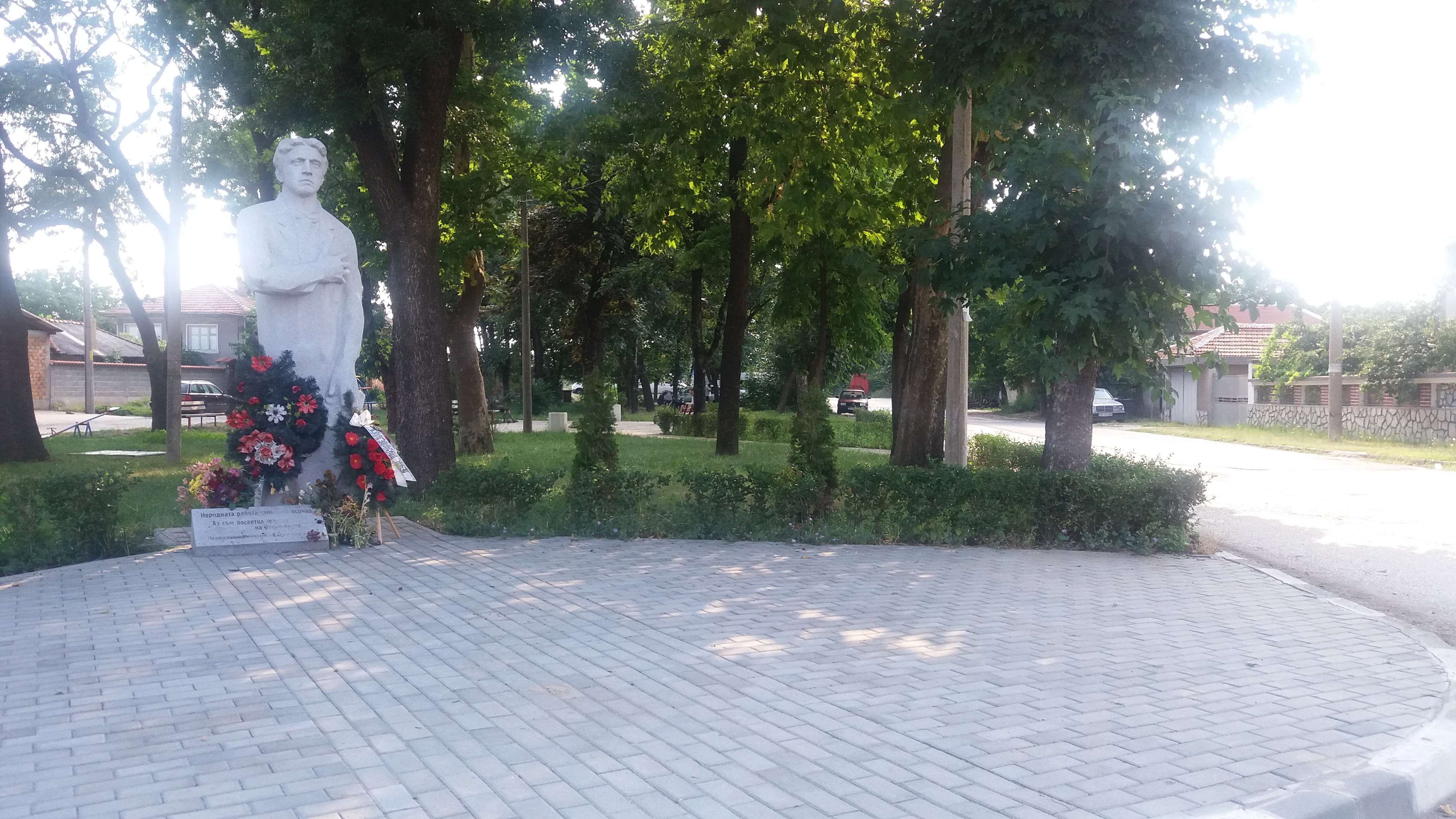
Standbeeld van Vasil Levski